# Christian Thibon
Pour les articles homonymes, voir Thibon.
Christian Jean Thibon est un enseignant né le 6 avril 1952 à Carcassonne (Aude) et spécialiste de l'Afrique des Grands Lacs. Il a été directeur de l'Institut français de recherche en Afrique (IFRA) de septembre 2010 à septembre 2014.

## Publications
- Pays de Sault, Les villages et l'État dans les Pyrénées audoises, 1988, CNRS, Toulouse, 287p. édition de la thèse de IIIe cycle
- en coédition, Université du Burundi, Questions sur la paysannerie du Burundi, 1987, Bujumbura, RPP, 345 p.
- en codirection avec J. Gahama, Les régions orientales du Burundi une périphérie à l'épreuve du développement, série Campus, Karthala, Paris octobre 1994, 636 p.
- Histoire démographique du Burundi, 431 p., Karthala, septembre 2004.
- en codirection avec JP Barraque, Les variantes du discours régionaliste en Béarn, ICN, mai 2004.
- en codirection avec M. Papy Chalosse, histoires et mémoires, ICN septembre 2004.